# هرمان باومان (موسيقي)
هرمان باومان (بالألمانية: Hermann Baumann)‏ (1 أغسطس 1934 - 29 ديسمبر 2023) هو موسيقي ألماني، ولد في 1 أغسطس 1934 في هامبورغ في ألمانيا.

## وصلات خارجية
- هرمان باومان على موقع ميوزك برينز (الإنجليزية)
- هرمان باومان على موقع أول ميوزيك (الإنجليزية)
- هرمان باومان على موقع ديسكوغز (الإنجليزية)